# 小汙斑鸚竺鯛
小汙斑鸚竺鯛（學名：Ostorhinchus microspilos），又稱小汙斑鸚天竺鯛，為輻鰭魚綱鈎頭魚目天竺鯛科鸚竺鯛屬下的一個種，分布於西太平洋印尼龍目島海域，深度20至25公尺，本魚體呈橢圓形，體稍側扁，頭大、眼大、口大且斜裂，頜齒細小，前鰓蓋骨邊緣有鋸齒，鰓蓋骨後緣棘不發達，體被弱櫛鱗，體色淡橙色，頭部偏紅，吻部到眼睛有2條藍色細紋，尾鰭基部有一小黑點，背鰭2個，尾鰭略凹，背鰭硬棘8枚、背鰭軟條9枚、臀鰭硬棘2枚、臀鰭軟條8枚，體長可達7公分，棲息在珊瑚礁，夜間成群活動，屬肉食性，繁殖期時，雄魚具有口孵習性，卵約7日化成仔魚，由雄魚吐出，具短暫的仔魚飄浮期，生活習性不明。